# Гротриан, Вальтер
Вальтер Роберт Вильгельм Гротриан (нем. Walter Robert Wilhelm Grotrian; 21 апреля 1890, Ахен — 3 марта 1954, Потсдам) — немецкий астрофизик.
Сын профессора электротехники в Ахене. Окончил Гёттингенский университет, ученик Вольдемара Фогта. Затем под влиянием Карла Рунге заинтересовался астрофизикой.
Преподавал в Потсдамском университете, в 1921 г. там же габилитирован. С 1922 г. работал в Потсдамской астрофизической обсерватории. В 1930 г. выступил одним из основателей журнала Zeitschrift für Astrophysik и до конца жизни был его соредактором. С началом Второй мировой войны на военной службе, некоторое время состоял при люфтваффе, в 1940 г. после оккупации Норвегии занимался налаживанием работы обсерватории в Тромсё. В 1941 г. занял должность исполнительного директора Немецкого физического общества. В дальнейшем снова на военной службе, был майором вермахта.
Наиболее существенный научный вклад Гротриана связан со спектрографией и, в частности, с изучением спектра солнечной короны; прорыв в интерпретации её спектральных характеристик связан с работой Гротриана в составе экспедиции Эрвина Фрейндлиха в 1929 году на острове Суматра. В 1948 г. за заслуги в этой области был вместе с Бенгтом Эдленом выдвинут на Нобелевскую премию по физике.